# Mike Minard
Michael Edward Roger "Mike" Minard, född 1 november 1976, är en kanadensisk före detta professionell ishockeymålvakt som spelade en match i den nordamerikanska ishockeyligan National Hockey League (NHL) för ishockeyorganisationen Edmonton Oilers under säsongen 1999-2000. Han har också spelat på lägre nivåer för Hamilton Bulldogs, St. John's Maple Leafs och Manitoba Moose i American Hockey League (AHL), Wheeling Nailers, New Orleans Brass, Dayton Bombers, Reading Royals, Toledo Storm och Columbia Inferno i ECHL, Memphis Riverkings och New Mexico Scorpions i Central Hockey League (CHL), Milwaukee Admirals i International Hockey League (IHL), Brantford Smoke i United Hockey League (UHL), Belfast Giants i Elite Ice Hockey League (EIHL) och Detroit Whalers och Barrie Colts i Ontario Hockey League (OHL).
Minard draftades i fjärde rundan i 1995 års draft av Edmonton Oilers som 83:e spelare totalt.
Han är äldre bror till ishockeyspelaren Chris Minard som spelar för tyska Düsseldorfer EG i Deutsche Eishockey Liga (DEL).
Den 21 mars 2014 rapporterades det om att Minard hade blivit arresterad under februarimånad för gromning mot en 13-årig flicka, hans arbetsgivare Phoenix Coyotes i NHL sparkade honom omedelbart som målvaktstränare för deras samarbetspartner Portland Pirates i AHL. Den 29 augusti dömdes han för brottet och fick två månaders fängelse.